# Klimuka
Klimuka är en kulle i Antarktis. Den ligger i Östantarktis. Australien gör anspråk på området. Toppen på Klimuka är 1 202 meter över havet.
Terrängen runt Klimuka är varierad. Trakten är obefolkad. Det finns inga samhällen i närheten.